# اچ‌ام‌اس ردابت (اچ۴۱)
اچ‌ام‌اس ردابت (اچ۴۱) (به انگلیسی: HMS Redoubt (H41)) یک کشتی است. این کشتی در سال ۱۹۴۲ ساخته شد.